# Ar-Radi

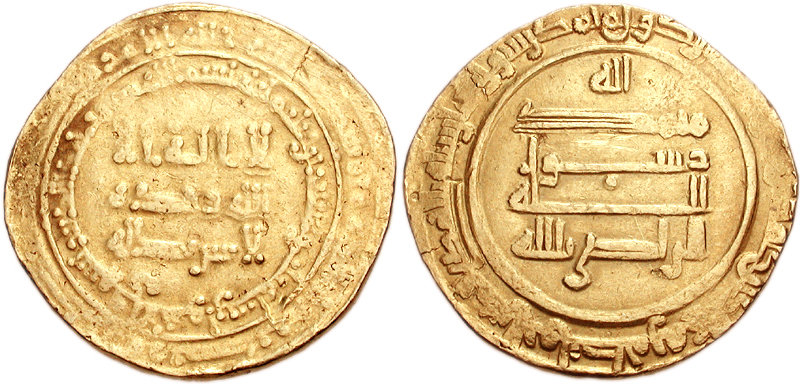
Dinar de oro de al-Radi

Ar-Radi (árabe: الراضي), Abu al-Abbás ar-Radi bi-L·lah Muhámmad ben Ŷa'áfar al-Muqtádir fue califa abasí de Bagdad en el periodo 934-940. Era hijo de Al-Muqtádir. Nació en 907.

## Los visires
Apreciado por su piedad, fue sin embargo un juguete de sus visires. Desprovisto de recursos financieros, cayó en manos de un eficaz, pero cruel gobernador, Muhámmad ben Ra'iq, para el cual creó el título de emir de emires. Ibn Ra'iq se convertiría en el dueño del Imperio, y su nombre es citado junto con el del califa en las oraciones públicas.
Para combatir la voluntad de independencia de los gobernadores regionales, Ibn Ra'iq nombró como adjunto a Bajkam, un comandante turco originario de Dailam. Después de dos años de maquinaciones, este grupo se volvió insoportable, e Ibn Ra'iq decidió destituir a Bajkam, pero éste se le adelantó, entrando en la ciudad con sus tropas (938), y sustituyéndole como visir.
Bajkam animó al califa a atacar a los hamdaníes de Mosul. Ibn Ra'iq, aliado con los cármatas, aprovechó la ausencia del califa para tomar Bagdad, pero Bajkam volvió rápidamente, dejando que los hamdaníes lograran su independencia (940). En realidad, el califato tenía necesidad de los hamdaníes para proteger sus fronteras del norte contra los bizantinos. Ibn Ra'iq se sometió y fue perdonado, recibiendo el gobierno de Damasco.

## Los ijshidíes
Los gobernantes ijshidíes de Egipto se habían independizado del califato después de su instalación en 935. Ibn Ra'iq, como gobernador de Siria, se encargó de impedir la expansión de los ijshidíes a Palestina. Después de algunos combates, pudo consagrarse a la defensa del norte.

## Los buyíes
Un nuevo adversario apareció en el este. La dinastía persa chiita de los buyíes, originaria de Dailam. Hacia 933 Alí ocupó Fars, mientras sus hermanos Áhmad y Hasan se apoderaron de Juzestán y de la provincia de Kermán (934). Bajkam, inquieto por su progresión, partió en campaña. Cuando estaba a punto de tomar ventaja, tuvo que volver apresuradamente a Bagdad, a causa de la traición de algunos militares. Los buyíes se aprovecharon para consolidar sus posiciones. Más tarde, los hermanos se aliaron para tomar Bagdad (945).

## Los hanbalíes
Durante este reinado, el fanatismo y la intolerancia ganaron la partida. Los hanbalíes, una escuela intransigente del Islam, sostenidos por gran parte de la población, impusieron sus reglas. Los instrumentos de música fueron destruidos; los navíos cargados con vino, vaciados, instituyéndose una especie de inquisición. Un eminente chiita, que profesaba la doctrina de la metempsicosis fue arrestado, empalado y quemado; otro sabio, que profesaba otra lectura del Corán, fue obligado a retractarse por escrito y a huir de Bagdad, para no ser apresado por las turbas.

## Consecuencias
Ar-Radi murió en 940. Se le ha considerado como el último califa abasí verdadero, que cumplió las funciones propias de su cargo. Sin embargo fue el más dependiente, pues careció de poder, siendo sus actos, meras formalidades.
El califato perdió Ifriqiya, Egipto, Persia, y toda la parte este del Imperio, una parte de Siria, Irak y Mosul. Arabia estaba en poder de los cármatas. Los bizantinos amenazaban por el norte, aunque estaban contenidos por los hamdaníes.